# Discias atlanticus
Discias atlanticus är en kräftdjursart som beskrevs av Gurney 1939. Discias atlanticus ingår i släktet Discias och familjen Disciadidae. Inga underarter finns listade i Catalogue of Life.